# Bieriozowka (rejon bieriozowski, Kraj Krasnojarski)
Bieriozowka (ros. Берёзовка) – osiedle typu miejskiego w Rosji, w Kraju Krasnojarskim, w rejonie bieriozowsmim. W 2010 liczyło 20 887 mieszkańców.